# عایشه بعد از پیغمبر
عایشه بعد از پیغمبر کتاب رمانی است که نوشته کورت فریشلر با ترجمه ذبیح‌الله منصوری، نشر امیر کبیر، سال ۱۳۴۳ خورشیدی است. کتاب فوق ترجمه کتابی است با عنوان آلمانی «عایشه همسر محبوب محمد» (به آلمانی: Aischa Mohammeds Lieblingsfrau). این کتاب که نویسنده آن را از زبان ثابت بن ارطات که پلیس مخفی معاویه پسر ابوسفیان بوده نگاشته‌است، مربوط به تحقیقات «ثابت» در مورد عایشه، (همسر محمد پسر عبدالله، پیامبر اسلام و دختر ابوبکر، اولین خلیفه بعد از درگذشت محمد بن عبدالله) می‌باشد. به طوریکه از مطالب کتاب می‌فهمیم عایشه در تمام وقایع سیاسی بعد از درگذشت پیامبر اسلام، مستقیم و غیر مستقیم دست داشته‌است.
ثابت بن ارطات برای کسب اطلاعات درباره زندگی عایشه و گزارش به معاویه از اشخاص زیر تحقیق می‌کند:
- اسماء بنت ام عمرو (ام عمرو قابله‌ام رومان مادر عایشه بود).
- شنفره شاعر عرب که شغلش شاعری و راهزنی بود.
- عنتر غلام خدیجه همسر محمد و بعداً غلام فاطمه دختر پیامبر اسلام.
- لبید شاعر مشهور عرب که پسر عموی عایشه بود.
- موسی بن عبداللات خادم کعبه در دوران جاهلیت و بعثت.
- سوده دومین زن محمد.
- عمرو بن فحیل که شبان بود و به مخفی شدن محمد و ابوبکر در غار کمک کرد.
- موسی بن ایسکر روحانی ارشد یهودیان مدینه.
- زید غلام پیامبر اسلام.
- عمرو غلام عمر بن خطاب و بعداً غلام عایشه و پیامبر اسلام
- حسین بن علی سومین امام شیعیان
- ابوعباس فرزند عباس عموی پیامبر اسلام
- ابن هشام کاتب عمر بن خطاب دومین خلیفه اهل سنت
- سلمان فارسی صحابی ایرانی الاصل پیامبر اسلام
- یلال صراف عایشه

نسخه ی زبان آلمانی کتاب موجود می باشد.